# Romaric Amoussou
Romaric Amoussou (* 10. Dezember 2000 in Grand-Popo) ist ein beninischer Fußballspieler.

## Karriere

### Verein
Er begann seine Laufbahn als Fußballprofi in seinem Heimatland im Jahr 2021 bei dem erstklassigen Club Requins de l’Atlantique FC. In der Spielzeit 2021/22 trat er laut der Online-Datenbank National-Football-Teams.com für Coton FC de Ouidah an und erzielte in dieser Spielzeit acht Tore. Zudem errang mit seinem Team die Meisterschaft.

### Nationalmannschaft
Für die A-Nationalmannschaft des Benin kam Amoussou 2022 erstmals bei einem Spiel in der ersten Qualifikationsrunde zur Afrikanischen Nationenmeisterschaft zum Einsatz. In der Partie setzte sich Ghana mit 3:0 durch. Auch beim Rückspiel im heimischen Stade de l’Amitié stand er auf dem Platz (Endergebnis 0:1).

## Erfolge
- Beninischer Meister: 2022